# Щуренко, Роман Анатольевич
Роман Анатольевич Щуренко (род. 14 сентября 1976 года в Никополе) — украинский легкоатлет, призёр Олимпийских игр 2000 года по прыжкам в длину, рекордсмен Украины.

## Биография
До 19 лет Щуренко жил в Никополе. Потом, несмотря на протесты родителей, переехал в Киев, поступил в Национальный университет физического воспитания и спорта. В 1995 году он завоевал первую медаль на международном уровне, выиграв чемпионат Европы среди юниоров в Ньиредьхазе. В 1999 году на Универсиаде Щуренко был близок к бронзе, но уступил три сантиметра бельгийцу Эрику Нийсу.
2000 год стал одним из самых успешных в карьере Романа Щуренко: бронзовая медаль Олимпийских игр в прыжках в длину (8,31 м) и повторение национального рекорда (8,35 м). На Олимпиаде Щуренко на пять сантиметров обошёл соотечественника Алексея Лукашевича. Однако через два года на чемпионате Европы в Мюнхене уже Щуренко был четвёртым, а Лукашевич победил, и снова Романа отделили от бронзы три сантиметра. Примечательно, что в жизни спортсмены — лучшие друзья. В том же году на Кубке Украины Щуренко прыгнул на 8,8 м, но на планке при отталкивании нога уехала немного вперед, получился заступ, к тому же стопа сразу распухла. В дальнейшем у Щуренко были проблемы с травмами: ему оперировали два колена, было порвано ахиллово сухожилие, а потом и во втором ахилле появились боли. В итоге в апреле 2009 года, во время ежегодной церемонии награждения лучших легкоатлетов года «Афина», Романа торжественно проводили из спорта.

### Награды
- Орден «За заслуги» III степени (06.10.2000)[1]